# 4 X 4
4 X 4 är ett musikalbum av McCoy Tyner, utgivet 1980 av Milestone Records. På skivan medverkar även John Abercrombie, Freddie Hubbard, Bobby Hutcherson, Arthur Blythe, Cecil McBee och Al Foster.

## Låtlista
1. "Inner Glimpse" (McCoy Tyner) – 6:18
2. "Manhã De Carnaval" (Luiz Bonfá) – 5:19
3. "Paradox (Cecil McBee) – 6:51
4. "Backward Glance" (John Abercrombie) – 9:11
5. "Forbidden Land" (McCoy Tyner) – 10:39
6. "Pannonica" (Thelonious Monk) – 5:57
7. "I Wanna Stand" Over There (Bobby Hutcherson) – 5:19
8. "The Seeker" (McCoy Tyner) – 7:38
9. "Blues In The Minor (McCoy Tyner) – 8:05
10. "Stay As Sweet As You Are" (Musik: Harry Revel – text: Mack Gordon) – 4:36
11. "It's You Or No One" (Musik: Jule Styne – text: Sammy Cahn) – 6:27

## Medverkande

### På låtarna 1-3
- McCoy Tyner — piano
- Freddie Hubbard — trumpet, flygelhorn (2)
- Cecil McBee — bas
- Al Foster — trummor

Inspelat 29 maj, 1980.

### På låtarna 4 & 5
- McCoy Tyner — piano
- John Abercrombie — elektrisk mandolin
- Cecil McBee — bas
- Al Foster — trummor

Inspelat 5 mars, 1980.

### På låtarna 6-8
- McCoy Tyner — piano
- Bobby Hutcherson — vibrafon
- Cecil McBee — bas
- Al Foster — trummor

Inspelat 6 mars, 1980.

### På låtarna 9-11
- McCoy Tyner — piano
- Arthur Blythe — altsaxofon
- Cecil McBee — bas
- Al Foster — trummor

Inspelat 3 mars, 1980.